# Жан-Луи де Рамбюр
Жан-Луи дьо Рамбюр (на френски: Jean-Louis de Rambures) е френски журналист, автор, преводач и културен аташе. Пълното му име е Жан-Луи виконт на Бретизел Рамбюр.

## Биография
Роден е на 19 май 1930 г., Париж в семейството на бразилката Лусил Каложера и нейния съпруг пикардския виконт Бернар дьо Бретизел Рамбюр. Не само научава родните езици на родителите си, но и рано има съприкосновение с немския език и литература, от които по-късно много успешно ще превежда. След завършване на средно образование в Тулуза и Париж учи в университети в Париж и Тюбинген и завършва следването си с „Diplom de l'Institut d'Etudes Politiques de Paris“, с „Licence en droit“, както и с „Licence d'allemand“.
През 1958 г. започва да работи за месечното списание Realités, за което написва редица творчески портрети като напр. за Херберт фон Караян, Карлхайнц Щокхаузен, Лукино Висконти и др. От 1968 г. пише за списанието за изкуство Connaissances des Arts, седмичника L'Express, както и всекидневника „Монд“ (Le Monde), който в продължение на 25 години издава негови статии.
Особен интерес у него предизвикват подходът на работа на авторите, както и процесът на създаването на литература. Свързва се със съвременни писатели и писателки, сред които Роланд Барт, Жюлиен Грак, Жан-Мари Гюстав льо Клезио, Елен Сиксу, Херта Мюлер, Ернст Юнгер, Томас Бернхард, Гюнтер Грас и Хайнрих Бьол. Голяма част от тези различни по рода си автори приемат да беседват с него. От тези беседи се ражда и основното му произведение „Comment travaillent les écrivains“ („Как работят писателите?“, Flammarion, Paris, 1978), което съдържа разговори с 25 автори. Преведено е на японски и през 1979 г. излиза от печат в Токио.
От началото на 1970-те години Рамбюр е културен аташе на страната си в Бон, от 1975 г. работи в Културния департамент на Министерството на външните работи на Франция. От 1987 до 1995 г. е директор на Френския институт (Institut Français) - първо в Саарбрюкен, после във Франкфурт на Майн. Работи успешно като преводач - Паул Низон става известен на френската публика благодарение на неговите преводи.
Умира на 20 май 2006 г. във Водрикур/Сом.

## Награди
Жан-Луи де Рамбюр е отличен с Chevalier des Arts et des Lettres и е награден с Федералния кръст за заслуги първа степен на ФРГ.

## Произведения
- Comment travaillent les écrivains (Как работят писателите), Flammarion, Paris 1978